# 少年 (柚子单曲)
《少年》是日本二人组合柚子（ゆず）的第2张单曲。1998年9月18日由其所属公司Senha&Company发售。

## 收录曲
1. 少年（Single Version）
  - 作詞・作曲: 北川悠仁
2. 今
  - 作詞・作曲: 岩泽厚治
3. 四時五分（装饰版）
  - 作詞・作曲: 北川悠仁